# Peter Steglich
Peter Steglich (* 24. Februar 1936 in Dresden) ist ein ehemaliger deutscher Diplomat. Er war Botschafter der Deutschen Demokratischen Republik in Schweden.

## Leben
Steglich, dessen Vater nach dem Krieg Volkspolizist wurde, besuchte in Dresden von 1942 bis 1950 die Volks- bzw. Grundschule und dann bis 1954 die Oberschule. Anschließend studierte er bis 1955 Philosophie an der Humboldt-Universität zu Berlin. Darauf folgte in den Jahren 1955 bis 1961 ein Studium am Staatlichen Moskauer Institut für Internationale Beziehungen mit dem Abschluss als Diplomwissenschaftler.
1961 begann seine Tätigkeit im Ministerium für Auswärtige Angelegenheiten der DDR. Er wurde Referent in der Nordeuropa-Abteilung. Im gleichen Jahr wurde er vom Minister für Nationale Verteidigung Heinz Hoffmann zum Leutnant der Reserve ernannt, wurde aber aufgrund seiner Unabkömmlichkeit im diplomatischen Dienst nie zum Reservistendienst eingezogen. Von 1968 bis 1971 war Peter Steglich stellvertretender Leiter der Handelsvertretung der DDR in Finnland im Range eines Botschaftsrates, anschließend bis 1972 Leiter der Handelsvertretung der DDR in Schweden im Rang eines Gesandten. Nachdem die DDR im Jahr 1972 diplomatische Beziehungen zu Schweden aufgenommen hatte, ernannte Walter Ulbricht ihn zum Botschafter. Als solcher war er auch von Februar 1973 bis Mai 1974 in Schweden tätig.
Beim KSZE-Gipfel in Helsinki 1975 fungierte er als Sekretär der von Erich Honecker geführten Delegation der DDR. Zu der Zeit war er Leiter der Nordeuropa-Abteilung im Ministerium für Auswärtige Angelegenheiten der DDR (1974–1977). Er war an der Vorbereitung des KSZE-Gipfels und seinem erfolgreichen Abschluss beteiligt. Von 1977 bis 1990 war er stellvertretender Leiter der Hauptabteilung für Grundsatzfragen und Planung im Ministerium. Er leitete die DDR-Delegationen bei den KSZE-Folgetreffen in Madrid (1980–1983) und in Wien (1986–1989) sowie an deren KSZE-Konferenzen in Bonn, Hamburg und Paris. Peter Steglich stellte sein berufliches Leben in den Dienst der Völkerverständigung und dem friedlichen Zusammenleben in Europa.
Am 15. Januar 1990 erschien Hans Modrow erstmals am Zentralen Runden Tisch. Seinem Vorschlag, Peter Steglich von der SED-PDS, zum Regierungsbeauftragten der Kommission zur Auflösung des Amtes für Nationale Sicherheit zu ernennen, widersprachen mehrere Teilnehmer. Rainer Eppelmann verwies darauf, dass es in der Vergangenheit eine innere Verquickung des MfS und der SED  gegeben habe. Schließlich fand der Vorschlag von  Michael Koplanski breite Zustimmung, für die weitere Arbeit ein Dreiergremium mit Vertretern der Kirche, Regierung und Opposition zu bilden, das in der Bevölkerung Vertrauen schafft.

## Auszeichnungen
- 1973 Vaterländischer Verdienstorden in Bronze und später in Silber
- Orden Banner der Arbeit Stufe 1
- Kampforden „Für Verdienste um Volk und Vaterland“
- Orden des Löwen von Finnland

## Veröffentlichungen
- KSZE – Fossil oder Hoffnung (gemeinsam mit Günter Leuschner und mit einem Vorwort von Egon Bahr), edition ost, 1996.
- Sicherheit und Zusammenarbeit in Europa, Verl. am Park, Berlin 2014.